# Печковка
Печковка (бел. Пячкоўка) — деревня в Мстиславском районе Могилёвской области Белоруссии. Входит в состав Сапрыновичского сельсовета.

## География
Деревня находится в северо-восточной части Могилёвской области, в пределах Оршанско-Могилёвской равнины, на левом берегу реки Вихры, к востоку от Мстиславля, административного центра района. Абсолютная высота — 184 метра над уровнем моря. К югу от Печковки проходит республиканская автодорога Р73.

## История
В конце XVIII века деревня входила в состав Мстиславского воеводства Великого княжества Литовского.
Согласно «Списку населенных мест Могилёвской губернии» 1910 года издания населённый пункт входил в состав Саприновичского сельского общества Ослянской волости Мстиславского уезда Могилёвской губернии. В деревне имелось 5 дворов и проживало 12 человек (6 мужчин и 6 женщин).

## Население
По данным переписи 2009 года, в деревне проживало 256 человек.